# Teodoro Rojas
Teodoro Rojas Vera (Asunción, 23 de septiembre de 1877 - 3 de septiembre de 1954) fue un científico y botánico paraguayo. Fue hijo de José M. Rojas y de Dolores Vera, y cursó sus estudios primarios en Pilar y en Limpio. En 1896, a la edad de 19 años, fue iniciado en el estudio de la Botánica por el Dr. Emil Hassler. Realizó importantes estudios y clasificaciones en diversas regiones del interior del país.
En 1897, se fue a Europa, estudiando en la Escuela de Artes y Oficios de Aarau, Suiza. De regreso al Paraguay desempeñó desde 1900 a 1915 el cargo de "Guardián" del Herbario Hassleriano. En 1916 es jefe de Botánica del Jardín Botánico de Asunción. Trabajó intensamente con el Instituto Miguel Lillo, Tucumán.
Recorrió así mismo las regiones limítrofes del Paraguay, a lo largo de los ríos Pilcomayo, Apa y Aquidabán, la región del Mbaracayú y el Guaira. En 1906 es incluido como miembro de la Delegación paraguayo-argentina Ayala-Krause, para el estudio del curso del Pilcomayo.Trabajó inicialmente en el Jardín Botánico de Asunción, institución de la cual fue posteriormente Director.
Fue galardonado con el título de Dr. HC por la Universidad Nacional, fue condecorado con la Orden Nacional del Mérito, en 1952. Falleció en septiembre de 1954.

## Eponimia
Géneros
- (Asclepiadaceae) Rojasia Malme[1]
- (Bignoniaceae) Rojasiophyton Hassl.[2]

Especies
- (Apiaceae) Eryngium rojasii H.Wolff[3]
- (Apocynaceae) Aspidosperma rojasii Hassl.[4]
- (Arecaceae) Chamaedorea rojasiana Standl. & Steyerm.[5]
- (Aristolochiaceae) Aristolochia rojasiana (Chodat & Hassl.) F.González[6]
- (Asclepiadaceae) Oxypetalum rojasianum Malme[7]
- (Asteraceae) Aldama rojasii (S.F.Blake) E.E.Schill. & Panero[8]
- (Asteraceae) Chromolaena rojasii (Hassl.) R.M.King & H.Rob.[9]
- (Asteraceae) Rhysolepis rojasii (S.F.Blake) H.Rob. & A.J.Moore[10]
- (Asteraceae) Stevia rojasii Hassl.[11]
- (Asteraceae) Vernonia rojasii Cabrera[12]
- (Asteraceae) Viguiera rojasii S.F.Blake[13]
- (Bromeliaceae) Dyckia rojasii Mez[14]
- (Bromeliaceae) Fosterella rojasii (L.B.Sm.) L.B.Sm.[15]
- (Bromeliaceae) Pitcairnia rojasii H.Luther[16]
- (Buddlejaceae) Hasslerella rojasii Chodat[17]
- (Cactaceae) Echinopsis rojasii Cárdenas[18]
- (Convolvulaceae) Jacquemontia rojasiana O'Donell[19]
- (Cactaceae) Pseudolobivia rojasii (Cárdenas) Backeb.[20]
- (Convolvulaceae) Cuscuta rojasii Hunz.[21]
- (Convolvulaceae) Ipomoea rojasii Hassl.[22]
- (Cyatheaceae) Cyathea rojasii Christ[23]
- (Cyatheaceae) Cyathea rojasiana Lehnert[24]
- (Euphorbiaceae) Sapium rojasii H.Lév.[25]
- (Lamiaceae) Salvia rojasii Briq.[26]
- (Loganiaceae) Spigelia rojasiana Kraenzl.[27]
- (Loranthaceae) Struthanthus rojasianus Rizzini[28]
- (Lythraceae) Cuphea rojasii Koehne[29]
- (Malvaceae) Sida rojasii H.Lév.[30]
- (Melastomataceae) Tibouchina rojasii Cogn.[31]
- (Meliaceae) Cabralea rojasii C.DC.[32]
- (Myrtaceae) Myrciaria rojasii D.Legrand[33]
- (Myrtaceae) Eugenia rojasiana (D.Legrand) Mattos[34]
- (Orchidaceae) Bulbophyllum rojasii L.O.Williams[35]
- (Orchidaceae) Dracula rojasii N.Peláez, Buitr.-Delg. & Gary Mey.[36]
- (Orchidaceae) Epidendrum rojasii Cogn.[37]
- (Orchidaceae) Microchilus rojasii Ormerod[38]
- (Orchidaceae) Vanilla rojasiana Hoehne[39]
- (Plantaginaceae) Plantago rojasii Pilg.[40]
- (Poaceae) Anthaenantiopsis rojasiana Parodi[41]
- (Poaceae) Axonopus rojasii G.A.Black[42]
- (Poaceae) Eragrostis rojasii Hack.[43]
- (Rubiaceae) Lygistum rojasianum B.L.Rob.[44]
- (Sapotaceae) Achras rojasii (Gilly) Lundell[45]
- (Solanaceae) Cyphomandra rojasiana Standl. & Steyerm.[46]
- (Solanaceae) Solanum rojasianum (Standl. & Steyerm.) Bohs[47]
- (Sterculiaceae) Byttneria rojasii Cristóbal[48]
- (Urticaceae) Pilea rojasiana Killip[49]